# Krucyfiks (rzeźba Michała Anioła)
Krucyfiks – drewniana rzeźba Michała Anioła. Data powstania rzeźby jest przedmiotem sporów, w opracowaniach Krucyfiks datuje się na okres od 1492 do 1495 roku. Znajduje się w zbiorach bazyliki Santo Spirito we Florencji.
Krucyfiks jest rzeźbą z drewna lipowego. Jest to jedyna polichromowana rzeźba Michała Anioła. Przedstawiony na rzeźbie wątły Jezus Chrystus wyraźnie odróżnia się od innych postaci z rzeźb Michała Anioła, gdzie młodzi mężczyźni mają muskularną budowę ciała. Ukrzyżowany Jezus Chrystus jest wiotki, kruchy i bezbronny. Michał Anioł odszedł z wyrazistej ekspresji, skupiając uwagę na ukazaniu smutku i kameralnego dramatu. Twarz Jezusa ma delikatne rysy, wyraźnie zaznaczone są wyłącznie linia nosa i szeroki krój oczodołu. Usta są zaciśnięte, uniemożliwiają one wyrażenie bólu. Głowa Jezusa opada na piersi. Ciało Chrystusa jest lekko skręcone, stopy zachodzą na siebie. Nad krzyżem znajduje się tablica z wypisanym przewinieniem.
Tablica z napisem pochodzi z końca XV wieku. Drewno krzyża wymieniono podczas renowacji w XVIII wieku.
Krucyfiks powstał na skutek nawiązania współpracy między Michałem Aniołem a szpitalem augustianów z Santo Spirito. W szpitalu artysta asystował podczas prowadzonych tam sekcji zwłok. Tworząc Krucyfiks rzeźbiarz mógł się inspirować kazaniem Traktat o miłości Jezusa Chrystusa Savonaroli, zgodnie z którym artyści mieli ukazywać Jezusa Chrystusa jako postać bezbronną i słabą.
Dzieło uchodziło za zaginione. Rzeźba została przypadkowo odnaleziona w 1962 roku w zakrystii bazyliki Santo Spirito. Po odrestaurowaniu Krucyfiks trafił do zbiorów muzeum Casa Buonarrotti we Florencji, a w grudniu 2000 roku dzieło wróciło do bazyliki Santo Spirito. Ze względu na nietypowe przedstawienie Jezusa autorstwo Buonarrotiego było kwestionowane. Autorstwo rzeźby potwierdził w lipcu 2001 roku Umberto Baldini. W 2016 roku Krucyfiks prezentowano w Neapolu i Turynie, rok później rzeźba wróciła do bazyliki.